# Pringy, Seine-et-Marne
Pringy är en kommun i departementet Seine-et-Marne i regionen Île-de-France i norra Frankrike. Kommunen ligger i kantonen Perthes som tillhör arrondissementet Melun. År 2022 hade Pringy 3 861 invånare.

## Befolkningsutveckling
Antalet invånare i kommunen Pringy
| Referens: INSEE |